# Tramvajová smyčka Špejchar

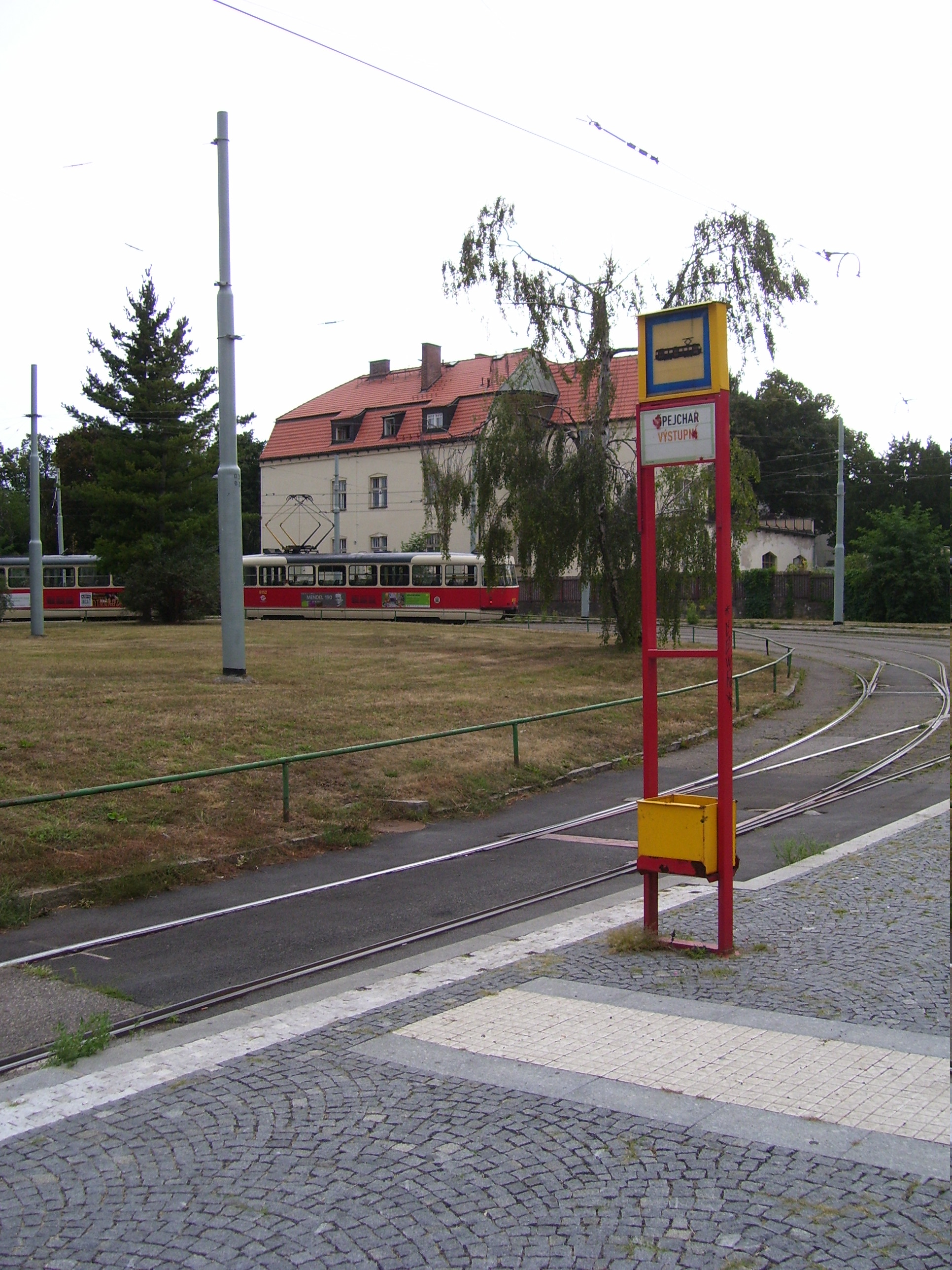
Výstupní zastávka

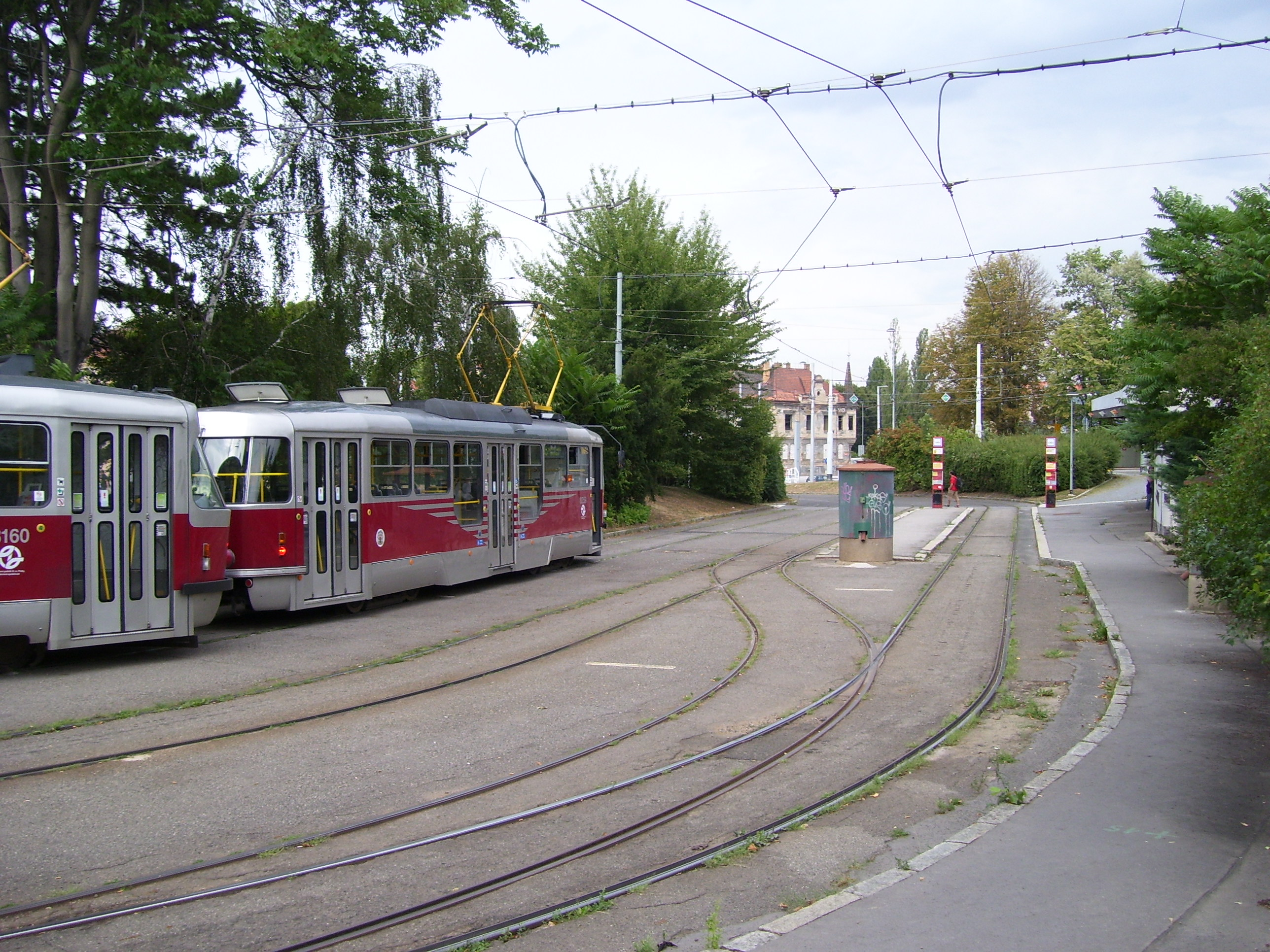
Souprava v manipulační koleji, kolejový přejezd, nástupní zastávky

Tramvajová smyčka Špejchar je obratiště v pražské kolejové síti, nacházející se v katastrálním území Holešovice na západním okraji Letenských sadů mezi ulicemi Na Špejcharu a Milady Horákové. 

## Historie
Byla vybudována na místě dožité dřevěné studentské ubytovny Kolonka v souvislosti s otevřením linky A metra a uvedena do provozu 13. srpna 1978.
Projekční organizace na začátku 70. let 20. století předpokládaly, že tramvajové linky nebudou od přípojné stanice metra Hradčanská, případně již od stanice Dejvická (tehdejším názvem Leninova) pokračovat dále do centra, dokonce že bude možno příslušné tratě zrušit. Tím vznikla potřeba obratiště v blízkosti stanice Hradčanská. Záměry  se naplnily jen částečně a jen zpočátku. Smyčka byla vybudována a některé linky v ní ukončeny, nebyla však zrušena žádná trať a dalším vývojem linkového vedení došlo k tomu, že zde již od roku 1991 pravidelně nekončí (platí ještě 2021) žádná linka. Smyčka se využívá pouze při výlukách a nepravidelnostech.
Ve vjezdu do smyčky se v roce 1982 udála tragická tramvajová nehoda.
V místě smyčky měla do roku 2012 vzniknout nová budova Národní knihovny, záměr však nebyl prozatím realizován.

## Popis
Smyčka je obousměrně zapojena úplným kolejovým trojúhelníkem do tramvajové trati na ulici Milady Horákové (ta tvoří hranici s k.ú. Bubeneč). Je uspořádána jako jednosměrná, vjezdové koleje z obou směrů se spojují, z jediné výstupní zastávky se rozvětvují tři koleje, z nich vnější a střední (s jedním kolejovým přejezdem z vnější do střední) mají nástupní zastávky, vnitřní kolej je jen manipulační bez možnosti nástupu cestujících.
Celý povrch je asfaltový. Smyčka má společné zázemí pro personál s větví ulice Na Špejcharu, která je využívána k odstavování a obracení autobusů. 
Při výlukách, při kterých není možno vyjíždět z vozovny Vokovice, se využívá k deponování tramvají s maximální kapacitou 35 vozů typu T. Prohlížecí jáma zde není.